# Beöthy Zsigmond (költő)
Szlováni Beöthy Zsigmond (Komárom, 1819. február 17. – Komárom, 1896. január 19.) bíró, jogtudós, költő, író. 

## Családja
Beöthy Gáspár komáromi gabonakereskedő, Komárom vármegye táblabírája és nemes Kováts Katalin (Kováts Ferenc Veszprém vármegyei főmérnök, dégi uradalmi jószágigazgató és Felső-eőri Eőry Julianna leánya) fia, Beöthy László és Beöthy Károly bátyja, Beöthy Zsolt irodalomtörténész apja.

## Életpályája
Középiskoláit szülőhelyén és Pozsonyban, a jogot a pesti egyetemen végezte. Első költeménye a Regélőben jelent meg (1834). A jurátuséveket az 1839-40. évi országgyűlésen, Pozsonyban töltötte, majd visszatért Komáromba, ahol 1841-ben ügyvédi vizsgát tett. 1845-től szolgabíró volt. 1846-ban a dunántúli evangélikus egyházkerület világi főjegyzőjévé, majd az országos közalapítványi bizottság elnökévé választották. 1848–49-ben a közoktatási minisztériumban volt fogalmazó, majd titkár. Az 1850-es években Komáromban ügyvédként működött. 1861-ben ugyanonnan országgyűlési képviselővé választották. 1862-ben Pestre költözött és a birói pályára lépett mint a pesti váltótörvényszék ülnöke. 1864-től királyi táblai, majd 1870-től kúriai bíró lett, végül 1883 és 1888 között táblai tanácselnök.

## Munkássága
Nyugalomba vonulása után, 1888-ban a főrendiház tagja lett. 1834-től haláláig sok verse, elbeszélése, politikai cikke jelent meg a különböző lapokban. Írt elbeszéléseket gyermekek számára (Koszorú, Pozsony, 1837). Jogi szakíróként is jelentős volt. Zeneszerzéssel is foglalkozott. Nyomtatásban megjelent „Pesti Hangok Magyar” és „Nemzeti Színházi Magyar” című zeneműve.
1896. január 19-én este 10 órakor, agyvérzésben, betegség nélkül, hirtelen hunyt el 77 éves korában.
Sírja a komáromi református temetőben található, apjának, Beöthy Gáspárnak a sírja mellett, egy dór jellegű, kettétört oszlop díszíti.

## Jogtudományi művei
- Elemi magyar közjog  című munkája (Pest, 1846) egyike volt az első magyar nyelvű jogtudományi műveknek
- Az evang. házasságügyi új törvények gyakorlati magyarázata (ugyanott, 1853)
- A magyarországi protestáns egyházra vonatkozó összes országos törvények, tört., közjogi és gyakorlati jegyzetekkel (Budapest, 1876)
- Elemi magyar közjog; Magyar Hivatalos Közlönykiadó, Bp., 2008 (A magyar jogtudomány klasszikusai)

## Főbb irodalmi művei

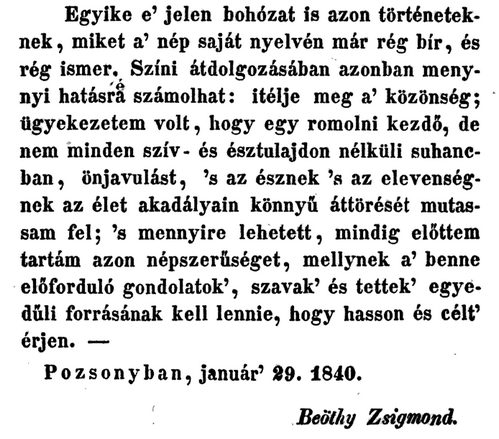
Részlet Kóbor Istók c. művének előszavából

- Koszorú. Elbeszélések gyűjteménye gyermekek számára; Bucsánszky, Pozsony, 1837
- Beöthy Zsigmond színművei, 1-2.; Beimel-Bucsánszky, Pest–Pozsony, 1839–1840
- Összes költeményei (Pest, 1851)
- Beszélyei (Pest, 1855, két kötetben)
- Csáb (dráma 4 szakaszban, 1839)
- Jurista és kis leány (vígjáték egy felvonásban, 1839)
- Kóbor Istók (énekes bohózat, 1840)
- Követválasztás (vígjáték három felvonásban, Pápa, 1844)
- Beöthy Zsigmond újabb költeményei (Budapest, 1880)
- Válogatott írások, 1839–1849; sajtó alá rend. Boldog-Bernád István, Mészáros Gábor; Kalligram, Bp., 2019

## Díjai, elismerései
- a Vaskorona-rend lovagkeresztje (1871)
- a Lipót-rend kiskeresztje (1884, 50 éves írói jubileuma alkalmából)
- valóságos belső titkos tanácsos (1882)
- a főrendiház tagja (1888)